# Ninoxe rieuse
Ninox albifacies
Espèce
Synonymes
- Sceloglaux albifacies

Statut de conservation UICN

 EX  : Éteint
Statut CITES
La Ninoxe rieuse (Ninox albifacies, anciennement Sceloglaux albifacies), aussi dite Chouette à joues blanches, était une espèce néo-zélandaise d'oiseaux de la famille des Strigidae.

## Description

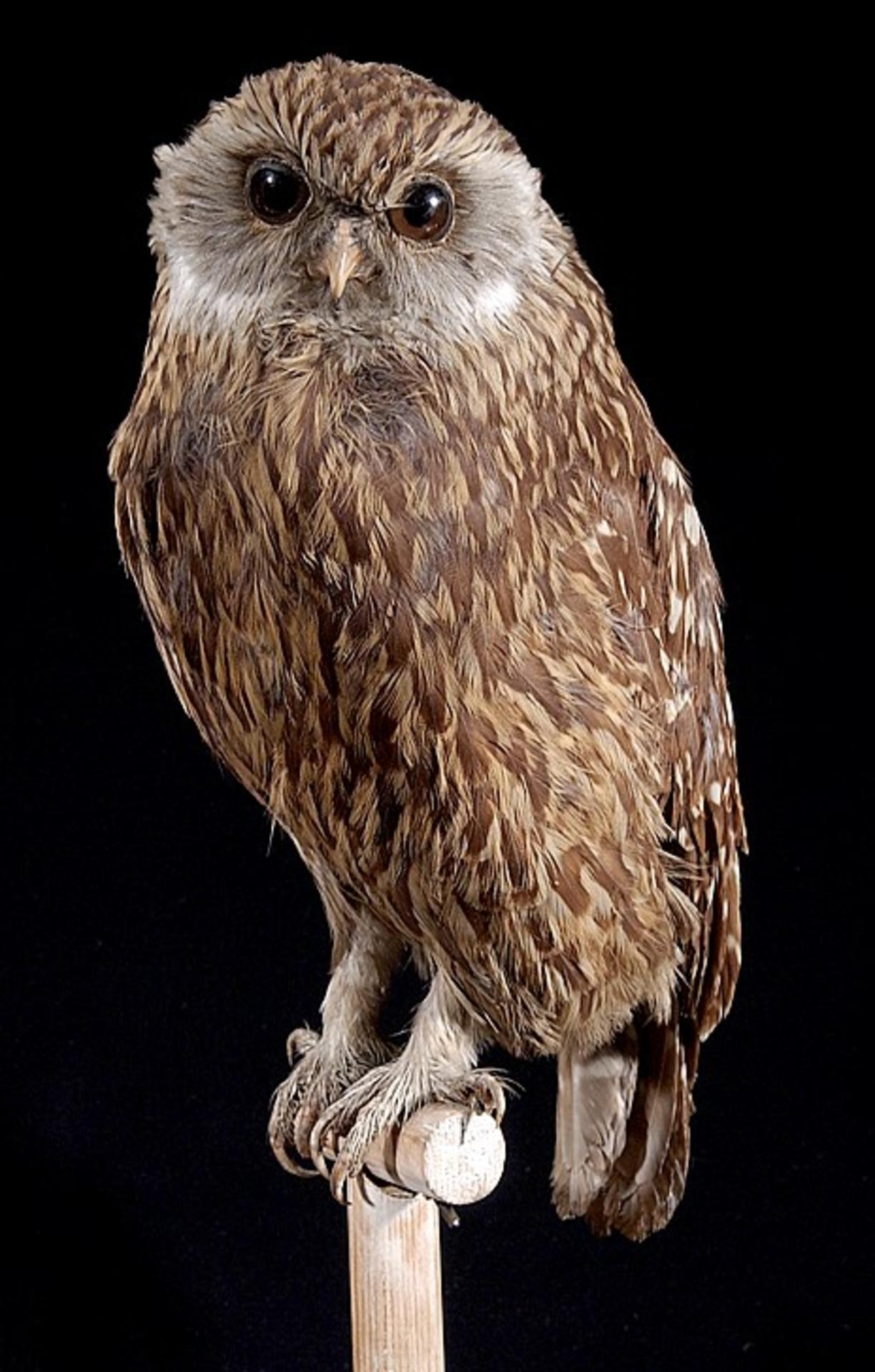
Ninoxe rieuse mâle empaillé de la collection du Naturalis Biodiversity Center.

Le plumage de la Ninoxe rieuse était brun jaunâtre rayé de brun foncé. Des lanières blanches étaient sur les scapulaires, et parfois sur l'arrière du cou. Les plumes du manteau étaient bordées de blanc. Les ailes et la queue avaient des barres brun clair. Le tarse avait des plumes jaunâtres à chamois rougeâtre. Le disque facial était blanc derrière et sous les yeux, passant au gris avec des rayures brunes vers le centre. Certains oiseaux étaient plus roux, avec un disque facial brun ; cela a d'abord été attribué à des différences sous-spécifiques, mais est probablement mieux lié à la variation individuelle. On pensait que les mâles étaient plus souvent de la forme richement colorée (par exemple, le spécimen de Linz OÖLM 1941/433). Les yeux étaient orange très foncé. Sa longueur était de 35,5 à 40 cm et la longueur des ailes de 26,4 cm, les mâles étant plus petits que les femelles. Le poids était d'environ 600 g.

### Vocalisations
L'appel de la Ninoxe rieuse a été décrit comme « un grand cri composé d'une série de cris lugubres fréquemment répétés ». L'espèce a reçu son nom à cause de ce son. D'autres descriptions de l'appel étaient : « Un bruit d'aboiement particulier... tout comme l'aboiement d'un jeune chien » ; « Exactement la même chose que deux hommes qui « roucoulent » l'un à l'autre à distance » ; « Un hululement mélancolique », ou un bavardage aigu, entendu uniquement lorsque les oiseaux étaient en vol et généralement les nuits sombres et pluvieuses ou juste avant la pluie. Diverses notes de sifflement, de gloussement et de miaulement ont été observées chez un oiseau captif.
Buller (1905) mentionne le témoignage d'un correspondant qui prétendait que les chouettes rieuses seraient attirées par le jeu d'accordéon. Étant donné que les vocalisations enregistrées sont un moyen efficace d'attirer les hiboux, et étant donné la similitude d'un air d'accordéon éloigné avec l'appel de la Ninoxe rieuse, la méthode aurait pu fonctionner.

## Taxinomie et conservation
Cette espèce a été décrite par George Robert Gray en 1844 sous le protonyme de Athene albifacies. Quatre ans plus tard Johann Jakob Kaup crée le genre Sceloglaux qui ne comporte que cette espèce. Le 20 janvier 2021, lors la mise à jour 11.1 de sa taxonomie de référence, l'Union internationale des ornithologues a décidé de classer la Ninoxe rieuse dans le genre Ninox.
Le dernier spécimen a été collecté en 1914 et des individus auraient été aperçus jusque dans les années 1960. Les causes précises de sa disparition ne sont pas parfaitement établies mais probablement liées à la modification de son biotope et des écosystèmes et biocénoses dans lesquels elle était intégrée.
D'après la classification de référence (version 14.1, 2024) de l'Union internationale des ornithologues, la Ninoxe rieuse possédait 2 sous-espèces (ordre philogénique) :
- Ninox albifacies rufifacies (Buller, 1904) : île du Nord ;
- Ninox albifacies albifacies (Gray, GR, 1844) : île du Sud et île Stewart.

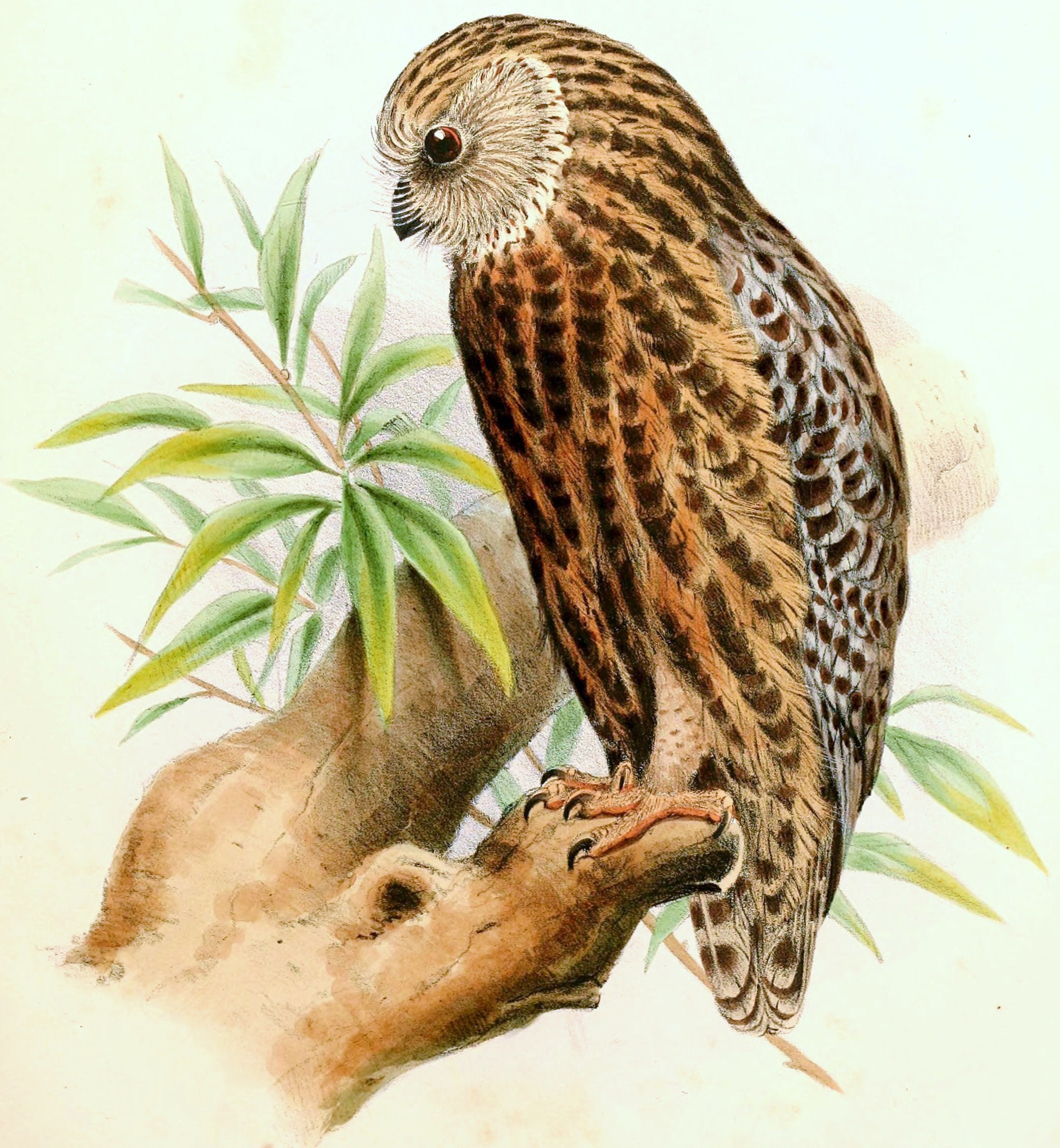
Dessin accompagnant la description originale de l'espèce par G.R. Gray, en 1844 dans The zoology of the voyage of the H.M.S. Erebus & Terror.